# Teorema de Cauchy–Hadamard
Em matemática, o teorema de Cauchy-Hadamard é o resultado de uma análise complexa (nome em homenagem aos matemáticos franceses Augustin Louis Cauchy e Jacques Hadamard) descrevendo o raio de convergência de uma série de potências . Foi publicado em 1821 por Cauchy ,mas permaneceu relativamente desconhecido até que Hadamard o redescobriu . A primeira publicação de Hadamard desse resultado foi em 1888 ; ele também o incluiu como parte de sua tese de Ph.D. de 1892.

## Teorema para uma variável complexa
Considere a série formal de potências em uma variável complexa z da forma:
{\displaystyle f(z)=\sum _{n=0}^{\infty }c_{n}(z-a)^{n}}
Onde {\displaystyle a,c_{n}\in \mathbb {C} .}
Então o raio de convergência {\displaystyle R} de ƒ no ponto a é dado por:
{\displaystyle {\frac {1}{R}}=\limsup _{n\to \infty }{\big (}|c_{n}|^{1/n}{\big )}}
onde lim sup denota o limite superior, o limite quando n se aproxima do infinito do supremo dos valores da sequência após a n-ésima posição. Se os valores da sequência são ilimitados de modo que o limite superior seja infinito, então a série de potências não converge para perto de a, enquanto que se o limite superior for 0 então o raio de convergência é infinito, significando que a série converge em todo o plano.

### Prova
Sem perda de generalidade, assuma que {\displaystyle a=0} . Mostraremos primeiro que a série de potências {\displaystyle \sum c_{n}z^{n}} converge para {\displaystyle |z|<R}, e então que diverge para {\displaystyle |z|>R}.
Primeiro suponha {\displaystyle |z|<R} . Deixe {\displaystyle t=1/R} não ser {\displaystyle 0} ou {\displaystyle \pm \infty .} Para qualquer {\displaystyle \varepsilon >0}, existe apenas um número finito de {\displaystyle n} de tal modo que {\displaystyle {\sqrt[{n}]{|c_{n}|}}\geq t+\varepsilon } . Agora {\displaystyle |c_{n}|\leq (t+\varepsilon )^{n}} para todos, exceto um número finito de {\displaystyle c_{n}}, então a série {\displaystyle \sum c_{n}z^{n}} converge se {\displaystyle |z|<1/(t+\varepsilon )} . Isso prova a primeira parte.
Por outro lado, para {\displaystyle \varepsilon >0}, {\displaystyle |c_{n}|\geq (t-\varepsilon )^{n}} para infinitamente muitos {\displaystyle c_{n}}, então se {\displaystyle |z|=1/(t-\varepsilon )>R}, vemos que a série não pode convergir porque o seu n-ésimo termo não tende a 0.

## Teorema para várias variáveis complexas
Deixe {\displaystyle \alpha } ser um índice múltiplo (um n de inteiros) com {\displaystyle |\alpha |=\alpha _{1}+\cdots +\alpha _{n}}, então {\displaystyle f(x)} converge com raio de convergência {\displaystyle \rho } (que também é um índice múltiplo) se e somente se
{\displaystyle \lim _{|\alpha |\to \infty }{\sqrt[{|\alpha |}]{|c_{\alpha }|\rho ^{\alpha }}}=1}
para a série de potência multidimensional
{\displaystyle \sum _{\alpha \geq 0}c_{\alpha }(z-a)^{\alpha }:=\sum _{\alpha _{1}\geq 0,\ldots ,\alpha _{n}\geq 0}c_{\alpha _{1},\ldots ,\alpha _{n}}(z_{1}-a_{1})^{\alpha _{1}}\cdots (z_{n}-a_{n})^{\alpha _{n}}}
A prova pode ser encontrada em.